# Phe kiến chế (Hồng Kông)
Phe kiến chế, phe thân Bắc Kinh hoặc phe thân Trung (chữ Anh: Pro-establishment camp, Pro-Beijing camp,  Pro-China camp, chữ Trung phồn thể: 親建制派，親北京派，親中派) còn gọi là trận doanh kiến chế (建制陣營), là phe phái mang hình thái ý thức của chính trị Hồng Kông. Phe kiến chế được hợp thành bởi giới thương buôn, giới tài chính Hồng Kông và các xã đoàn địa phương, công hội cánh tả, các nhân sĩ thân Cộng sản của ngành công nghiệp cùng với hội liên hợp đồng hương, chủ trương ủng hộ và duy trì chính phủ nước Cộng hoà Nhân dân Trung Hoa với chính đảng và nhân sĩ của Khu hành chính đặc biệt Hồng Kông. Về phương diện hình thái ý thức chính trị, phe kiến chế đối lập với trận doanh phi kiến chế.
Tuy nhiên phe kiến chế được môi thể thân Trung gọi các thành viên của họ là lực lượng chính trị "nhân sĩ Hồng Kông yêu Trung Quốc" hoặc "yêu Trung Quốc yêu Hồng Kông" nhưng các nhân sĩ của phe dân chủ nói chung mỉa mai gọi nó là "Đảng bảo hoàng", "Cảng Cộng" (Cảng là từ viết ngắn của Hương Cảng), "Thổ Cộng". 

## Giới thiệu giản lược
Phe kiến chế có nhiều tổ chức đến từ các bối cảnh khác nhau, bao gồm giới công thương, các tập đoàn tài chính lớn và các tầng lớp chuyên nghiệp của xã hội chủ lưu ở Hồng Kông, chủ yếu là các tổ chức chính trị mà chỉ hướng về hỗ trợ Chính phủ Khu hành chính đặc biệt Hồng Kông hiện nay và tán trợ hầu hết các chính sách. 
Liên minh Dân chủ kiến tạo Hồng Kông cùng nhau tiến triển (gọi tắt Dân Kiến Liên, viết ngắn là DAB) và Hội liên hợp Công hội Hồng Kông (gọi tắt Công Liên Hội, viết ngắn là HKFTU) là thế lực chủ yếu của phe kiến chế, được hỗ trợ rất nhiều nhà ở, vườn hoa và các cơ sở nhà công vật, còn với Liên minh Dân sinh và Kinh tế Hồng Kông (gọi tắt Kinh Dân Liên, viết ngắn là BPAHK), Đảng Tân Dân (viết ngắn là NPP), Đảng Tự Do (viết ngắn là Liberal) chủ yếu giành được sự ủng hộ của giới công thương, các tập đoàn tài chính lớn và bộ phận giai cấp trung sản. 

## Lịch sử

### Công hội và xã đoàn
Thời kì Anh Quốc thống trị Hồng Kông, các nhân sĩ mà đã ủng hộ Đảng Cộng sản Trung Quốc, bao gồm tổ chức công nhân như Công Liên Hội, đã có các tên gọi "trường học đỏ" như là trường Trung học Hương Đảo (Heung To Middle School) và trường Trung học Bồi Kiều (Pui Kiu Middle School, viết ngắn là PKMS); vào thời đó, Liên hội Học sinh đặc biệt Hồng Kông (gọi tắt Học Liên, viết ngắn là HKFS), Học Hữu xã (Hok Yau Club), v.v được hình dung là "căn chánh miêu hồng" (thuật ngữ "căn chánh miêu hồng" dụng ý tên gọi đặc thù trong những năm tháng đặc biệt, nói đến thân phận của một người, người đó xuất thân gia đình bần nông hoặc là người của gia đình quân nhân thường thường được đồng ý, và xuất thân phú nông hoặc là người của gia đình tư sản thường thường bị đả kích, xuất thân trẻ con bần nông được gọi là "căn chánh miêu hồng". Thời đại ngày nay nó dùng để ám chỉ Đảng Cộng sản Trung Quốc, người đời sau của các lão chiến sĩ cùng với những người trong gia đình là hậu nhân của các tiền bối cách mạng), chính là thế lực Hồng Kông thân Cộng sản. Suốt niên đại 50 của thế kỉ XX, phe cánh tả truyền thống bí mật tới lui chiến đấu với phe cánh hữu của Đảng Quốc dân Trung Quốc, nhưng nó bị trấn áp và kiềm chế trong thời gian dài bởi chính phủ thực dân Anh Quốc chống cự Cộng sản, đến cả những học sinh trong trường học của phe cánh tả truyền thống vì các trường học địa phương tẩy chay chế độ giáo dục của chính phủ Hồng Kông cho nên không thể học lên trường cao đẳng đào tạo chuyên nghiệp 3 năm. 
Vào năm 1967, phong trào Đại cách mạng Văn hóa ở Trung Quốc đại lục lắng xuống, trong phe cánh tả truyền thống bao gồm ông Dương Quang (Yeung Kwong), ông Phí Di Dân (Fei Yimin), Tạ Hồng Huệ, Hoàng Kiến Lập, Vương Khoan Thành (Wang Kuancheng) bắt đầu cái gọi là phản Anh kháng bạo, tức phản đối sự thống trị của thực dân Anh Quốc, chống lại bạo lực. Dù các hành vi chủ nghĩa khủng bố trong cuộc bạo động Hồng Kông năm 1967 của phe cánh tả truyền thống nhận được sự khiển trách rộng rãi trong dân chúng, từ đó ý nghĩ sợ hãi Cộng sản của một số người cho đến nay cũng không thể loại bỏ được, nhưng phe cánh tả truyền thống dứt khoát từ chối xin lỗi. 
Vào niên đại 70 của thế kỉ XX là thời kì náo nhiệt sôi nổi, những cuộc vận động xã hội hừng hực mạnh mẽ, lấy ông Lương Cẩm Tùng (tên chữ Anh là Antony Leung Kam-chung) làm đại biểu của Hội đại học sinh Đại học Hương Cảng (viết ngắn là HKUSU), một nhánh họ hàng khác của phe quốc tuý thân Bắc Kinh, đã rất tích cực tham gia vào phong trào yêu nước bảo vệ các đảo Điếu Ngư (gọi tắt Bảo Điếu vận động) và phong trào Trung Văn (中文運動), những năm 1980, các cuộc vận động ấy mặt đối mặt phái dân chủ với sự gay gắt tương đương vì vấn đề tiền đồ của Hồng Kông.
Ngày 10 tháng 7 năm 1992, theo dõi chặt chẽ sau khi Đảng Dân Chủ (tiền thân là Đồng minh Dân chủ Hương Cảng - điểm tụ họp, gọi tắt Cảng Đồng Minh, viết ngắn là UDHK), Đảng Tự Do (tiền thân là Trung tâm Tư nguyên cộng tác) thành lập, các nhân sĩ phe cánh tả truyền thống sáng lập Dân Kiến Liên (DAB), lấy ông Tăng Ngọc Thành (Jasper Tsang Yok-sing), Mã Lực, Trình Giới Nam (Gary Cheng Kai-nam), Diệp Quốc Khiêm (Ip Kwok-him), Dương Diệu Trung (Yeung Yiu-chung) làm người đứng đầu tham gia vào cuộc bầu cử Cục Lập pháp Hồng Kông, không ít các thành viên đến từ Công Liên Hội (HKFTU) và Liên hội nhân viên giáo dục Hương Cảng (gọi tắt Giáo Liên Hội, viết ngắn HKFEW). Năm 1997, họ gia nhập vào Hội Lập pháp lâm thời, đã phủ nhận rất nhiều pháp lệ mà được biết là "chướng ngại cho các hoạt động cơ cấu của Chính phủ đặc khu". 
Tập thể phe kiến chế truyền thống lấy Dân Kiến Liên, Công Liên Hội, Liên hội xã đoàn Tân Giới, Liên hội xã đoàn Cửu Long và Hội liên hợp tất cả các tầng lớp xã hội đảo Hương Cảng, v.v làm người lãnh đạo, nhưng Dân Kiến Liên là chính đảng lớn nhất của phe kiến chế. Một phần nhân sĩ của Chính phủ đặc khu Hồng Kông hỗ trợ sự lãnh đạo Lương Chấn Anh, dù ông ấy bị gọi với biệt xưng là "Lương Phấn 梁粉", một cách chơi chữ từ đồng âm 凉粉. Phe kiến chế thường có quan hệ xấu xa, ác độc với phái Dân chủ nói chung. 

### Giới công nghiệp và thương buôn
Từ sau khi hợp nhất Hồng Kông vào Trung Quốc, ngành công thương chủ đạo một lèo các chính sách kinh tế của Chính phủ Khu hành chính đặc biệt Hồng Kông. Chính đảng của ngành công thương hiện tại lấy Đảng Tự Do, Kinh Dân Liên (BPAHK), Đảng Tân Dân (NPP) làm người lãnh đạo. 

### Phe thôn quê
Lấy các thành viên của Cục thôn quê Tân Giới, Liên hội xã đoàn Tân Giới (gọi tắt Tân Xã Liên, viết ngắn là NTAS) cùng với các thế lực thôn quê Tân Giới làm người lãnh đạo, trước năm 1997 phe thôn quê ủng hộ Chính phủ Hồng Kông thuộc Anh và Chính phủ Trung Hoa Dân Quốc, nhưng sau năm 1997 Hồng Kông trở về Trung Quốc, nó đã trở thành một trong những lực lượng chính trị "yêu Trung Quốc yêu Hồng Kông", kiên định ủng hộ Chính phủ Cộng hoà Nhân dân Trung Hoa và Chính phủ Khu hành chính đặc biệt Hồng Kông, dùng nó để bảo hộ chở che những lợi ích đặc quyền của dân cư trú từ lúc đầu ở Tân Giới như một là đặc điểm chủ yếu. Một phần thành viên của phe thôn quê và Liên hội xã đoàn Tân Giới dùng danh nghĩa Dân Kiến Liên (DAB) tham gia tuyển cử. 

## Các phe phái chính trị
Phe kiến chế gồm nhiều chính đảng, những tổ chức chính trị và một số nhân sĩ độc lập, thời nay chủ yếu bao gồm Dân Kiến Liên (DAB), Kinh Dân Liên (BPA), Công Liên Hội (HKFTU), Đảng Tân Dân (NPP), Đảng Tự Do (Liberal Party), v.v
Ngày nay, quang phổ chính trị của các chính đảng phe kiến chế có thể được lí giải như vậy. 
- Phe thân Cộng sản (trong đó có thể được chia nhỏ bằng kĩ năng phản kháng): 
  - Phe thân Cộng truyền thống: Dân Kiến Liên, Công Liên Hội, Liên hội xã đoàn lao công Hồng Kông và Cửu Long (gọi tắt Lao Liên, viết ngắn là FLU), v.v 
  - Phe thân Cộng kích tiến: Đại liên minh quan tâm chú ý Tân Giới (NT Concern Group), Lực lượng ái hộ Hương Cảng (Caring Hong Kong Power), Tiếng nói yêu Hương Cảng (Voice of Loving Hong Kong), Phong trào bảo vệ Hương Cảng (Defend Hong Kong Campaign), Phát ra tiếng nói giúp đỡ Hương Cảng (Help Hong Kong to speak out), v.v
- Ngành thương nghiệp và giới chuyên nghiệp: Kinh Dân Liên, Đảng Tự Do, Luận đàn Tân Thế Kỉ (New Century Forum), v.v
- Phe thôn quê và những nhánh khác: Lực lượng sáng kiến (Positive Synergy), Cục thôn quê Tân Giới (Heung Yee Kuk N.T.) và các Hội uỷ viên làng mạc thôn quê, v.v

## Sự phát triển của Hồng Kông kể từ khi trở về Trung Quốc
Sau khi Hồng Kông trở về Trung Quốc, dưới thời Đổng Kiến Hoa quản trị, các lãnh tụ phe thân kiến chế như là chủ tịch Đảng Tự Do ông Điền Bắc Tuấn (tên chữ Anh: James Tien Pei-chun), chủ tịch Dân Kiến Liên (DAB) ông Tăng Ngọc Thành (Jasper Tsang Yok-sing), hội trưởng Công Liên Hội (HKFTU) ông Trịnh Diệu Đường (Cheng Yiu-tong), toàn thể được uỷ nhiệm làm thành viên của Hội nghị Hành chính. Phe kiến chế phụ thuộc vào các cử tri công năng, dù cho những ghế được bầu cử trực tiếp trong Hội đồng Lập pháp không bằng - thua phái dân chủ nói chung, nhưng giành được quyền khống chế với Hội Lập pháp. 
Cuộc biểu tình ngày 1 tháng 7 năm 2003, hơn 50 vạn người dân xuống đường phản đối điều khoản thứ 23 của pháp luật cơ bản cùng với việc thi hành chính trị mà dân chúng cho rằng sai lầm, chủ tịch Đảng Tự Do thời đó với sự phản đối Lập pháp nên đã từ chức thành viên Hội nghị Hành chính, rồi sau đó các nghị viên nhóm cử tri công năng ngành công thương đi theo Đảng Tự Do thay đổi lập trường, đa số hội nghị mất đi sự ủng hộ, Chính phủ cuối cùng rút lại phương án, và Đảng Tự do thành công lấy lại những ghế được bầu cử trực tiếp trong cuộc tuyển cử Hội Lập pháp Hồng Kông năm 2004. Sau cuộc biểu tình 01 tháng 7, Dân Kiến Liên thảm bại trong cuộc tuyển cử Hội nghị địa phương ở Hồng Kông vào năm 2003, nhưng năm 2004 lấy được 10 ghế trong cuộc tuyển cử Hội Lập pháp Hồng Kông, trong cuộc tuyển cử Hội nghị địa phương Hồng Kông năm 2007, lấy được tổng cộng 117 ghế giành chiến thắng vang dội, từ giờ trở đi Dân Kiến Liên giữ vững ưu thế ấy, trở thành Đảng to lớn số 1 trong phái kiến chế. Sau khi Liên minh Hồng Kông cùng nhau tiến triển (gọi tắt Cảng Tiến Liên, viết ngắn HKPA) được nhập vào Dân Kiến Liên vào năm 2005, Dân Kiến Liên đã thay đổi lộ trình xuyên khu vực bằng cách mở rộng sức ảnh hưởng trong Hội Lập pháp. Sau này, Công Liên Hội bắt đầu tham gia tuyển cử độc lập năm 2008, không còn dùng danh nghĩa Dân Kiến Liên tham gia tuyển cử vào Hội Lập pháp. 
Vì chủ tịch Dân Kiến Liên ông Mã Lực thệ thế cho nên chức vụ ấy còn bỏ trống. Trong cuộc tuyển cử bổ khuyết địa phương đảo Hương Cảng bầu vào Hội Lập pháp Hồng Kông năm 2007, do nguyên Cục trưởng Cục Bảo an bà Diệp Lưu Thục Nghi (Regina Ip Lau Suk-yee), người "xuống bệ" (ý nói là bãi truất, từ bỏ chức vụ) vì kéo dài thời gian xoá bỏ điều khoản thứ 23 của pháp luật cơ bản Hồng Kông, đã chống đối nguyên Ti trưởng Ti chính vụ bà Trần Phương An Sinh (Anson Maria Elizabeth Chan Fang On Sang), người được phái dân chủ nói chung ủng hộ, cổ động. Tuy bà Diệp Lưu Thục Nghi suy bại, nhưng bà ấy được bầu thành công trong cuộc tuyển cử Hội Lập pháp Hồng Kông vào năm 2008. 
Cuộc tuyển cử Hội Lập pháp Hồng Kông năm 2008, phe kiến chế qua cuộc bầu cử trực tiếp đã giảm bớt một ghế, nhưng nương nhờ các cử tri công năng nên nối tiếp khống chế hội nghị. 
Năm 2011, bà Diệp Lưu Thục Nghi, ông Sử Thái Tổ (Louis Shih Tai Cho) và ông Điền Bắc Thần (Michael Tien Puk-sun) sáng lập Đảng Tân Dân (NPP), lấy các dân tuyển trung sản và giới chuyên nghiệp làm đối tượng. Trong những năm gần đây, càng ngày càng nhiều nhân sĩ phe kiến chế độc lập ứng tuyển vào Hội Lập pháp, nhưng chỉ được Cơ quan liên lạc Khu hành chính đặc biệt Hồng Kông giữ gìn Chính phủ Nhân dân Trung ương (gọi tắt Trung Liên Bạn, viết ngắn là LOCPG) ủng hộ. 
Cuộc tuyển cử Hội nghị địa phương Hồng Kông năm 2011, phe kiến chế nắm toàn bộ chiến thắng, hoàn toàn giành được quyền khống chế 18 quận trong Hội nghị địa phương. Trong những năm gần đây, Dân Kiến Liên và xã đoàn phe kiến chế chiếm được ưu thế lớn, trong Hội nghị khu vực và Hội Lập pháp cùng chiếm số ghế nghị viên nhiếu nhất, Hội nghị Hành chính, Cục trưởng, Phó cục trưởng và trợ lí chính trị đều có thành viên của họ, như vậy chúng được xem là đối thủ chính trị lớn nhất của phái dân chủ nói chung. 
Cuộc tuyển cử Hội Lập pháp Hồng Kông năm 2012, mặc dù số phiếu thế nào cũng phải thua phái Đảng Dân chủ nói chung, nhưng tỉ lệ ghế nghị viên thông qua cuộc bầu cử trực tiếp ban đầu 11:19 biến thành 17:18, lấy được 5 ghế nghị viên mới được thêm vào qua cuộc tuyển cử trực tiếp địa phương, kể cả ghế nghị viên của các cử tri công năng truyền thống chiếm ưu thế. duy trì đa số Hội Lập pháp. Sau tuyển cử, Kinh Dân Liên và Đảng Tân Dân gia nhập vào Hội nghị Hành chính, Đảng Tân Dân cự tuyệt gia nhập. Tuy nhiên, nếu tính toán hai bè cánh lớn "phản Lương" và "thân Lương", kể cả phe dân chủ nói chung kiên định "phản Lương", cộng thêm 5 nghị viên Đảng Tự do và tên Lâm Đại Huy (Lam Tai-fai) bị cô lập lẻ loi, thì số người "phản Lương" và "thân Lương" gần như tương đồng. 
Lương Chấn Anh dùng vẻ mặt thái độ hung dữ, hạ "lệnh phong sát" cấm chỉ bậc quan viên Ti trưởng, Cục trưởng tham dự tiệc rượu mừng 20 năm Đảng Tự Do bắt đầu thi hành vào tháng 12 năm 2013, Điền Bắc Tuấn vì vậy bàn bạc thẳng thắn Lương Chấn Anh "tiểu gia tử khí" (ý nói keo kiệt, bủn xỉn, hẹp hòi). 
Ngoài ra, sau khi ông Lương Chấn Anh "lên bệ" (ý nói là nhậm chức, lên nắm quyền), cũng đã dần dần xuất hiện tổ chức phe kiến chế khác như là Tiếng nói yêu Hồng Kông (Voice of loving Hong Kong), Phát ra âm thanh giúp đỡ Hồng Kông (Help Hong Kong to speak out), Phong trào bảo vệ Hồng Kông (Defend Hong Kong Campaign), liên minh chính nghĩa, v.v Do thái độ của họ cứng cỏi mãnh liệt hơn phe kiến chế thông thường, thí dụ bày tỏ chống đỡ cảnh sát, thân Trung Cộng, phản đối Hương Cảng độc lập (viết ngắn là Cảng Độc), v.v vì vậy bọn chúng được gọi là phe kiến chế kích tiến. 
Ngày hôm sau 18 tháng 6 năm 2015, Hội Lập pháp bàn luận xem xét phương án cải cách, khoảng 12 giờ trưa bắt đầu biểu quyết, nhưng một tốp nghị viên phe kiến chế trước khi biểu quyết đã rời khỏi hội trường, phương án cải cách cuối cùng được đại đa số phủ quyết. Những nghị viên phe kiến chế gặp các kí giả sau khi biểu quyết, nói là vì chờ đợi Lưu Hoàng Phát có thân thể không dễ chịu trước khi tập thể rời bỏ hội trường, Lưu Hoàng Phát sau đó đã xin lỗi do bản thân đến muộn. 
Cuối năm 2015, nghị viên Hội Lập pháp ông Thang Gia Hoa nguyên thuộc Đảng Công dân, đã rút lui khỏi Đảng Công dân và từ bỏ ghế nghị viên, để thay đổi và thành lập phe kiến chế mang đường lối tư tưởng dân chủ. Cuộc tuyển cử Hội Lập pháp Hồng Kông năm 2016, đường lối tư tưởng dân chủ gửi đi hai danh sách ra ứng tuyển Đảo Hương Cảng và phía đông Tân Giới, nhưng cả hai cuối cùng bị xẻ ra với 10,028 phiếu và 8,084 phiếu, số phiếu bầu thấp hơn nên không trúng tuyển và bị tịch thu tiền bảo chứng tuyển cử. 
Sau các vụ biểu tình ở Hồng Kông năm 2019 và 2020 và việc Nhân đại Trung Quốc thông qua Luật an ninh quốc gia Hồng Kông năm 2020, phe dân chủ bị loại khỏi đời sống chính trị. Cuộc tuyển cử Hội Lập pháp Hồng Kông 2021, phe kiến chế đã giành chiến thắng gần như tuyệt đối, kiểm soát 89 trên 90 ghế do không còn đối thủ cạnh tranh.

## Cuộc tuyển cử

### Cuộc tuyển cử Hội Lập pháp
| Cuộc tuyển cử                                           | Số phiếu bầu trực tiếp ở quận | Tỉ lệ số phiếu bầu trực tiếp ở quận | Số ghế nghị viên tuyển cử trực tiếp ở quận | Số ghế nghị viên khác của giới công năng | Số ghế nghị viên của Hội nghị Khu siêu cấp | Số ghế nghị viên của Hội Uỷ viên tuyển cử | Tổng số ghế nghị viên đạt được | +/- |
| ------------------------------------------------------- | ----------------------------- | ----------------------------------- | ------------------------------------------ | ---------------------------------------- | ------------------------------------------ | ----------------------------------------- | ------------------------------ | --- |
| Năm 1998                                                | 449,968                       | 30.38%                              | 5                                          | 35                                       | —                                          | 10                                        | 40 / 60                        | 40  |
| Năm 2000                                                | 461,048                       | 34.94%                              | 8                                          | 31                                       | —                                          | 6                                         | 39 / 60                        | 1   |
| Năm 2000 (cuộc tuyển cử bổ khuyết ở đảo Hương Cảng)     | 78,282                        | 37.63%                              | 0                                          | —                                        | —                                          | —                                         | 0 / 1                          | —   |
| Năm 2004                                                | 660,052                       | 36.93%                              | 12                                         | 23                                       | —                                          | —                                         | 35 / 60                        | 4   |
| Năm 2007 (cuộc tuyển cử bổ khuyết ở đảo Hương Cảng)     | 137,550                       | 42.89%                              | 0                                          | —                                        | —                                          | —                                         | 0 / 1                          | —   |
| Năm 2008                                                | 601,824                       | 39.71%                              | 11                                         | 25                                       | —                                          | —                                         | 36 / 60                        | 1   |
| Năm 2010 (cuộc tuyển cử bổ khuyết ở 5 quận)             | 0                             | 0%                                  | 0                                          | —                                        | —                                          | —                                         | 0 / 5                          | —   |
| Năm 2012                                                | 772,487                       | 42.66%                              | 17                                         | 23                                       | 2                                          | —                                         | 42 / 70                        | 6   |
| Năm 2016 (cuộc tuyển cử bổ khuyết ở phía đông Tân Giới) | 150,329                       | 34.75%                              | 0                                          | —                                        | —                                          | —                                         | 0 / 1                          | —   |
| Năm 2016                                                | 871,016                       | 40.17%                              | 16                                         | 22                                       | 2                                          | —                                         | 40 / 70                        | 3   |
| Năm 2021                                                | 1,232,555                     | 93.15%                              | 20                                         | 29                                       | —                                          | 40                                        | 89 / 90                        | 48  |

### Cuộc tuyển cử mà đã ngừng cử hành

#### Cuộc tuyển cử Cục Lập pháp
| Cuộc tuyển cử | Số phiếu bầu trực tiếp ở quận | Tỉ lệ số phiếu bầu trực tiếp ở quận | Số ghế nghị viên tuyển cử trực tiếp ở quận | Số ghế nghị viên khác của giới công năng | Số ghế nghị viên của Hội Uỷ viên tuyển cử | Tổng số ghế nghị viên đạt được | +/- |
| ------------- | ----------------------------- | ----------------------------------- | ------------------------------------------ | ---------------------------------------- | ----------------------------------------- | ------------------------------ | --- |
| Năm 1991      | 262,325                       | 19.16%                              | 1                                          | 10                                       | —                                         | 11 / 60                        | 11  |
| Năm 1995      | 278,850                       | 30.58%                              | 3                                          | 20                                       | 6                                         | 29 / 60                        | 18  |

## Tham kiến
- Nhân sĩ Hồng Kông thân Cộng sản
- Danh sách phe thân kiến chế Hồng Kông
- Phái dân chủ nói chung
- Phe trung gian (Hồng Kông)
- Phe kiến chế kích tiến